# 田中ユタカ
田中 ユタカ（たなか ユタカ、1966年9月8日 - ）は、日本の漫画家。大阪府出身。
1992年に『アニマルハウス』（白泉社）掲載の「グリーン・ピース」でデビュー。1994年から現在のペンネームを名乗っている。

## 概略
愛し合う2人の甘く幸せな時間を描いた作品を得意とする。初期の頃は江川達也の影響を強く受けた絵柄だったが、現在は独自の絵柄を築いている。
単行本（特に連載作品）の出版に当たって大幅に加筆・再構成されることがあり、『愛人[AI-REN]』では連載時と全く異なる最終話が描き下ろされたほか、『ミミア姫』最終巻においても200ページ以上に筆が加えられている。
2012年初頭を境に、作品発表の場を雑誌から携帯コミックに移した。同年刊行の『初愛2』は1編を除いて携帯コミックが初出となる作品集である。

## 作品リスト

### 一般向け漫画
- 愛人［AI-REN］ （白泉社）
  1. 愛人[AI-REN]（1999年11月）
  2. 愛人[AI-REN]（2000年8月）
  3. 愛人[AI-REN]（2001年6月）
  4. 愛人[AI-REN]（2001年12月）
  5. 愛人[AI-REN]（2004年9月）[4]

- ロマンスシリーズ（雄出版）
  1. 純愛（ロマンス）（1999年11月） - 傑作集（新収録含む）
  2. 秘めごと ロマンス2（2000年4月） - 傑作集（新収録含む）
  3. 感じる? ロマンス3（2001年8月） - 再録1作品

- First Kiss（蒼竜社・2000年7月） - 傑作選集[5]

- エッチシリーズ（蒼竜社)
  - しあわせエッチ（2003年11月）
  - ときめきエッチ（2004年12月）

- 愛しのかな（竹書房)
  1. 愛しのかな（2006年7月）
  2. 愛しのかな（2008年3月）
  3. 愛しのかな（2009年10月）

- ミミア姫 （講談社アフタヌーンKC）
  1. ミミア姫　「雲の都」のミミア姫〜光の羽根のない子ども〜（2007年7月）
  2. ミミア姫　騎士の帰還〜光の羽根の少年〜（2008年3月）
  3. ミミア姫　ミミア姫の旅立ち〜いちばんさいしょの物語〜 （2010年9月）[6][2]
- もと子先生の恋人（白泉社・2009年1月）

- 初愛シリーズ（竹書房バンブーコミックスCOLORFUL SELECT）
  1. 初愛〜はつあい〜（2012年2月）
  2. 初愛〜はつあい〜2 (2012年12月）
  3. 初愛3（竹書房・2014年1月）

- 好きでいっぱい♡（蒼竜社・2014年5月）

- 笑うあげは（竹書房近代麻雀コミックス）
  1. 笑うあげは（1）（2017年2月）
  2. 笑うあげは（2）（2017年10月）
  3. 笑うあげは（3）（2018年5月）
  4. 笑うあげは（4）（2018年12月）

- 美少女雀士！スパローガール！（竹書房近代麻雀コミックス・2019年9月）

### 成人向け漫画
- ファースト・タッチ（富士美出版・1995年8月）
- ラブシチュエーション（松文館・1996年2月）
  - 【新装版】ラブシチュエーション（松文館・2006年2月） - 2作品が差し替えられた。

- 初夜（竹書房）
  1. 初夜（ヴァージン・ナイト）（1997年10月）
  2. 初夜2（ヴァージン・ナイト2）（2001年6月）

  - 【文庫版】初夜（ヴァージン・ナイト）（2003年12月）

- 人魚姫のキス（富士美出版・1996年7月）
- 秘めごとの関係（東京三世社・1996年12月）
- 月とさくらんぼ（富士美出版・1997年4月）
- ボクの好きな女の子（東京三世社・1997年10月）
- 気持ちいい発見（雄出版・1998年3月）
- ラブラブだもん（富士美出版・1998年5月）
  - 【新装版】ラブラブだもん（蒼竜社・2001年8月）
- 大切な恋（雄出版・1998年10月）

- いたいけなダーリン（富士美出版・1998年12月）
  - 【新装版】いたいけなダーリン（蒼竜社・2001年8月）

- 好きなんだってば!（富士美出版・1999年7月）